# Klára Koukalová
Klára Koukalová, anteriorment Klára Zakopalová (Praga, República Txeca, 24 de febrer de 1982) és una extennista professional txeca.
En el seu palmarès hi ha tres títols individuals del circuit WTA i quatre més en dobles femenins, que li van permetre arribar al 20è i 31è llocs dels respectius rànquings mundials. Va formar part de l'equip txec de la Fed Cup en diverses ocasions.

## Biografia
Klára va estar casada amb Jan Zakopal, un futbolista txec. El gener de 2014 es va divorciar.
Klára va anunciar que es retiraria del tennis professional al setembre de 2016.

## Palmarès

### Individual: 15 (3−12)
| Abans de 2009                | Després de 2009         |
| ---------------------------- | ----------------------- |
| Grand Slam (0−0)             |                         |
| WTA Tour Championships (0−0) |                         |
| Tier I (0−0)                 | Premier Mandatory (0−0) |
| Tier II (0−0)                | Premier 5 (0−0)         |
| Tier III (1−4)               | Premier (0−0)           |
| Tier IV i V (1−3)            | International (1−5)     |

| Títols per superfície |
| --------------------- |
| Dura (2−4)            |
| Gespa (1−1)           |
| Terra batuda (0−7)    |

| Resultat   | Núm. | Data                   | Torneig                         | Superfície   | Oponent                 | Marcador           |
| ---------- | ---- | ---------------------- | ------------------------------- | ------------ | ----------------------- | ------------------ |
| Finalista  | 1.   | 20 de maig de 2001     | Anvers, Bèlgica                 | Terra batuda | Barbara Rittner         | 3−6, 2−6           |
| Finalista  | 2.   | 14 de juliol de 2002   | Casablanca, Marroc              | Terra batuda | Patricia Wartusch       | 7−5, 3−6, 3−6      |
| Finalista  | 3.   | 2 d'agost de 2003      | Sopot, Polònia                  | Terra batuda | Anna Smashnova          | 2−6, 0−6           |
| Finalista  | 4.   | 19 de juny de 2004     | 's-Hertogenbosch, Països Baixos | Gespa        | Mary Pierce             | 6−7(6), 2−6        |
| Finalista  | 5.   | 14 d'agost de 2004     | Sopot (2)                       | Terra batuda | Flavia Pennetta         | 5−7, 6−3, 3−6      |
| Guanyadora | 1.   | 18 de juny de 2005     | 's-Hertogenbosch                | Gespa        | Lucie Šafářová          | 3−6, 6−2, 6−2      |
| Finalista  | 6.   | 24 de juliol de 2005   | Palerm, Itàlia                  | Terra batuda | Anabel Medina Garrigues | 4−6, 0−6           |
| Guanyadora | 2.   | 25 de setembre de 2005 | Portorož, Eslovènia             | Dura         | Katarina Srebotnik      | 6−2, 4−6, 6−3      |
| Finalista  | 7.   | 17 de febrer de 2008   | Viña del Mar, Xile              | Terra batuda | Flavia Pennetta         | 4−6, 4−5, retirada |
| Finalista  | 8.   | 8 d'agost de 2010      | Copenhaguen, Dinamarca          | Dura (i)     | Caroline Wozniacki      | 2−6, 6−7(5)        |
| Finalista  | 9.   | 26 de setembre de 2010 | Seül, Corea del Sud             | Dura         | Alissa Kleibànova       | 1−6, 3−6           |
| Finalista  | 10.  | 6 de gener de 2013     | Shenzhen, Xina                  | Dura         | Li Na                   | 3−6, 6−1, 5−7      |
| Finalista  | 11.  | 11 de gener de 2014    | Hobart, Austràlia               | Dura         | Garbiñe Muguruza        | 4−6, 0−6           |
| Finalista  | 12.  | 23 de febrer de 2014   | Rio de Janeiro, Brasil          | Terra batuda | Kurumi Nara             | 1−6, 6−4, 1−6      |
| Guanyadora | 3.   | 8 d'agost de 2014      | Florianópolis, Brasil           | Dura         | Garbiñe Muguruza        | 4−6, 7−5, 6−0      |

### Dobles femenins: 10 (4−6)
| Abans de 2009                | Després de 2009         |
| ---------------------------- | ----------------------- |
| Grand Slam (0−0)             |                         |
| WTA Tour Championships (0−0) |                         |
| Tier I (0−0)                 | Premier Mandatory (0−0) |
| Tier II (0−0)                | Premier 5 (0−0)         |
| Tier III (0−1)               | Premier (0−2)           |
| Tier IV i V (0−0)            | International (4−3)     |

| Títols per superfície |
| --------------------- |
| Dura (2−4)            |
| Gespa (1−1)           |
| Terra batuda (1−1)    |

| Resultat   | Núm. | Data                   | Torneig                         | Superfície   | Parella                    | Oponents                              | Marcador            |
| ---------- | ---- | ---------------------- | ------------------------------- | ------------ | -------------------------- | ------------------------------------- | ------------------- |
| Finalista  | 1.   | 23 de setembre de 2001 | Quebec, Canadà                  | Dura (i)     | Alena Vašková              | Samantha Reeves Adriana Serra Zanetti | 5−7, 6−4, 3−6       |
| Finalista  | 2.   | 25 de juliol de 2009   | Portorož, Eslovènia             | Dura         | Camille Pin                | Julia Görges Vladimíra Uhlířová       | 4−6, 2−6            |
| Finalista  | 3.   | 24 d'octubre de 2009   | Moscou, Rússia                  | Dura (i)     | Maria Kondratieva          | Maria Kirilenko Nàdia Petrova         | 2−6, 2−6            |
| Guanyadora | 1.   | 18 de juny de 2011     | 's-Hertogenbosch, Països Baixos | Gespa        | Barbora Záhlavová-Strýcová | Dominika Cibulková Flavia Pennetta    | 1−6, 6−4, [10−7]    |
| Finalista  | 4.   | 16 de juliol de 2011   | Palerm, Itàlia                  | Terra batuda | Andrea Hlaváčková          | Sara Errani Roberta Vinci             | 5−7, 1−6            |
| Finalista  | 5.   | 22 de juny de 2013     | Eastbourne, Regne Unit          | Gespa        | Monica Niculescu           | Nàdia Petrova Katarina Srebotnik      | 3−6, 3−6            |
| Guanyadora | 2.   | 21 de juliol de 2013   | Båstad, Suècia                  | Terra batuda | Anabel Medina Garrigues    | Alexandra Dulgheru Flavia Pennetta    | 6−1, 6−4            |
| Guanyadora | 3.   | 3 de gener de 2014     | Shenzhen, Xina                  | Dura         | Monica Niculescu           | Liudmila Kitxenok Nadia Kitxenok      | 6−3, 6−4            |
| Guanyadora | 4.   | 10 de gener de 2014    | Hobart, Austràlia               | Dura         | Monica Niculescu           | Lisa Raymond Zhang Shuai              | 6−2, 6−7(5), [10−8] |
| Finalista  | 6.   | 13 d'abril de 2014     | Katowice, Polònia               | Dura (i)     | Monica Niculescu           | Yuliya Beygelzimer Olga Savchuk       | 4−6, 7−5, [7−10]    |

## Trajectòria

### Individual
| Torneig | 2001        | 2002        | 2003        | 2004 | 2005        | 2006        | 2007        | 2008 | 2009        | 2010        | 2011        | 2012 | 2013        | 2014        | 2015        | 2016 | Títols | V − D   |
| --- | ----------- | ----------- | ----------- | ---- | ----------- | ----------- | ----------- | ---- | ----------- | ----------- | ----------- | ---- | ----------- | ----------- | ----------- | ---- | ------ | ------- |
| Open d'Austràlia | Q1          | Q2          | 3R          | 1R   | 2R          | 1R          | 1R          | 1R   | 1R          | 1R          | 2R          | 1R   | 2R          | 1R          | 2R          | 1R   | 0 / 14 | 6 – 14  |
| Roland Garros | Q2          | Q1          | 1R          | 2R   | 2R          | 1R          | A           | 2R   | 1R          | 2R          | 1R          | 4R   | 1R          | 1R          | 1R          | Q3   | 0 / 12 | 7 – 12  |
| Wimbledon | Q2          | Q1          | 1R          | 2R   | 1R          | 1R          | A           | 1R   | 1R          | 4R          | 3R          | 3R   | 3R          | 2R          | 1R          | Q1   | 0 / 12 | 11 – 12 |
| US Open | Q1          | Q1          | 1R          | 1R   | 1R          | 1R          | 1R          | 1R   | Q3          | 1R          | 1R          | 1R   | 1R          | 1R          | 1R          | A    | 0 / 12 | 0 – 12  |
| Jocs Olímpics | No celebrat | No celebrat | No celebrat | 1R   | No celebrat | No celebrat | No celebrat | 1R   | No celebrat | No celebrat | No celebrat | 1R   | No celebrat | No celebrat | No celebrat | A    | 0 / 3  | 0 – 3   |
| Rànquing a final d'any | 138         | 120         | 62          | 46   | 36          | 125         | 62          | 75   | 95          | 41          | 41          | 28   | 35          | 41          | 106         | 292  |        |         |
| Llegenda: G: Guanyadora; F: Finalista; SF: Semifinalista; QF: Quarts de final; Q: Qualificació; A: Absent; RR: Round Robin; |             |             |             |      |             |             |             |      |             |             |             |      |             |             |             |      |        |         |

### Dobles femenins
| Open d'Austràlia | A   | 1R  | A   | 2R  | 1R  | A   | 2R | 1R | 1R | 2R | 1R  | 0 / 8  | 3 – 8  |
| Roland Garros | 1R  | 1R  | A   | 1R  | A   | 1R  | 2R | 3R | 1R | 2R | 1R  | 0 / 9  | 4 – 9  |
| Wimbledon | 1R  | 1R  | 1R  | 1R  | A   | 2R  | 2R | 1R | 1R | 2R | 1R  | 0 / 10 | 3 – 10 |
| US Open | 1R  | 1R  | 1R  | 1R  | A   | 2R  | 1R | 2R | 1R | 3R | 1R  | 0 / 10 | 4 – 10 |
| Rànquing a final d'any | 836 | 813 | 675 | 223 | 113 | 114 | 52 | 76 | 76 | 37 | 127 |        |        |
| Llegenda: G: Guanyadora; F: Finalista; SF: Semifinalista; QF: Quarts de final; Q: Qualificació; A: Absent; RR: Round Robin; |     |     |     |     |     |     |    |    |    |    |     |        |        |